# جيمس إل. غراهام
جيمس إل. غراهام (بالإنجليزية: James L. Graham)‏ هو محامي وقاضي أمريكي، ولد في 1939 في كولومبوس في الولايات المتحدة.